# Arrietty's Song
『Arrietty's Song』は、セシル・コルベルの1枚目のシングル。2010年4月7日にヤマハミュージックコミュニケーションズよりリリースされた。
アルバム『Kari-gurashi 〜借りぐらし〜』と同時発売。

## 概要
スタジオジブリ映画「借りぐらしのアリエッティ」主題歌。スタジオジブリでは初となる海外アーティストによる主題歌となった。
特典として「借りぐらしのアリエッティ SongBookミニ本」を封入。

## ミュージック・ビデオ
2010年6月29日に公開。2022年7月現在1030万回以上再生されている。

## 収録曲
1. Arrietty's Song
2. Arrietty's Song (English version)
3. 荒れた庭
4. Arrietty's Song (カラオケ)

全曲作詞：セシル・コルベル／日本語訳詞：伊平容子／作曲・編曲：セシル・コルベル・Simon Caby

## 収録作品・カバー
| 発売日         | タイトル                                                           |
| -------------- | ------------------------------------------------------------------ |
| 2010年7月14日  | 『借りぐらしのアリエッティ サウンドトラック』                      |
| 2010年7月21日  | メイヤ『アニメイヤ〜ジブリ・ソングス』                             |
| 2010年7月28日  | minimums『ジブリの森 山本二三の世界』                              |
| 2010年12月1日  | 七ツ谷ゆみ『森ピアノ』                                             |
| 2010年12月2日  | All That Jazz『ジブリジャズ2』                                     |
| 2010年12月8日  | 新垣勉『アラガキジブリ。～新垣勉ジブリの名曲を歌う～』             |
| 2011年4月13日  | Imaginary Flying Machines『Princess Ghibli』                       |
| 2011年7月29日  | 広橋真紀子『ジブリ・コレクション』                                 |
| 2012年3月21日  | Cana from Sotte Bosse『～わたしの好きなうた～』                    |
| 2013年12月18日 | DAISHI DANCE『the ジブリ set 2』                                   |
| 2015年7月8日   | keiko (Vanilla Mood)『The Best of Chameleon Jazz with MIX Flavor』 |
| 2015年11月25日 | 『スタジオジブリの歌 増補盤』                                      |
| 2017年3月8日   | 事務員G『G'sG60 ～スタジオジブリピアノメドレー60min.～』           |
| 2018年11月21日 | SeanNorth『Celtic Covers2 ～ジブリCollection～』                   |

その他多数

## テレビ演奏
- 2010年7月4日 - NHK総合テレビ「MUSIC JAPAN」[6]
- 2010年8月6日 - テレビ朝日系「ミュージックステーション」[7]